# Georges Ceurvelt
Georges Ceurvelt (Sint-Amands, 7 april 1923 - Dendermonde, 13 september 2010) was een Belgisch politicus voor de CVP.

## Levensloop
Beroepshalve was hij actief als inspecteur-generaal bij het ministerie van Financiën.
Ceurvelt werd in 1959 schepen van de gemeente Sint-Amands. Van 1965 tot eind 1976 was hij laatste burgemeester van het nog zelfstandige Sint-Amands. Na de fusie met Lippelo en Oppuurs bleef hij in functie van 1977 tot eind 1988.  In 1989 kreeg hij de titel van ereburgemeester.
Hij overleed in AZ Sint-Blasius te Dendermonde. De uitvaartplechtigheid vond plaats in de Sint-Amanduskerk te Sint-Amands.

## Ere-tekens
- Commandeur in de Orde van Leopold II